# (2898) Neuvo
(2898) Neuvo est un astéroïde de la ceinture principale.

## Description
(2898) Neuvo est un astéroïde de la ceinture principale. Il fut découvert le 20 février 1938 à Turku par Yrjö Väisälä. Il présente une orbite caractérisée par un demi-grand axe de 2,56 UA, une excentricité de 0,02 et une inclinaison de 14,3° par rapport à l'écliptique.

## Compléments